# Intouila I
Intouila I (auch: I-n-Thuilla, Intouila, I-n-Touila, Intouilla, I-n-Twila, In Twila) ist ein Dorf in der Stadtgemeinde Dakoro in Niger.

## Geographie
Das von einem traditionellen Ortsvorsteher (chef traditionnel) geleitete Dorf befindet sich rund 25 Kilometer nordwestlich des urbanen Zentrums von Dakoro, der Hauptstadt des gleichnamigen Departements Dakoro, das zur Region Maradi gehört. Weitere Siedlungen in der Umgebung von Intouila I sind Mayata im Nordwesten, Facoranch im Nordosten, Kombaki im Osten, Maïlafia im Südosten, Farin Baki und Korahane im Süden sowie Kangui im Südwesten. Intouila I liegt auf einer Höhe von 401 m.
Das Dorf ist Teil der Übergangszone zwischen Sahara und Sahel. Die durchschnittliche jährliche Niederschlagsmenge beträgt hier zwischen 200 und 300 mm. Der Kautschukbaum-Hain von Intouila erstreckt sich über eine Fläche von 454 Hektar.

## Bevölkerung
Bei der Volkszählung 2012 hatte Intouila I 1680 Einwohner, die in 218 Haushalten lebten. Bei der Volkszählung 2001 betrug die Einwohnerzahl 2843 in 396 Haushalten und bei der Volkszählung 1988 belief sich die Einwohnerzahl auf 1475 in 177 Haushalten.
Die Bevölkerungsdichte in diesem Gebiet ist mit 10 bis 20 Einwohnern je Quadratkilometer relativ gering.

## Wirtschaft und Infrastruktur
In Intouila I wird ein Wochenmarkt abgehalten. Der Markttag ist Montag. Der Markt wurde nach 1960, dem Jahr der staatlichen Unabhängigkeit Nigers, etabliert. Die Siedlung liegt in einem Gebiet des Übergangs zwischen der Naturweidewirtschaft des Nordens und des Ackerbaus des Südens, was zu Landnutzungskonflikten führt. Es wird vor Ort Hirse produziert.
Im Dorf ist ein Gesundheitszentrum des Typs Centre de Santé Intégré (CSI) vorhanden. Es gibt eine Schule. Beim Centre de Formation aux Métiers d’Intouila (CFM Intouila) handelt es sich um ein Berufsausbildungszentrum. Die Niederschlagsmessstation in Intouila I wurde 1981 in Betrieb genommen.